# أحمد السقا
أحمد محمد صلاح الدين السقا (مواليد 29 فبراير 1968) هو ممثل مصري، وابن المخرج المسرحي صلاح السقا. اشتهر بأدوار الأكشن وبتقديم المشاهد الخطيرة بنفسه بدون الاستعانة بدوبلير. قدم أدوارًا صغيرة في العديد من الأفلام والمسلسلات حتى تألق في الفيلمين الكوميديين صعيدي في الجامعة الأمريكية (1998) وهمام في أمستردام (1999). قام ببطولة العديد من الأفلام مثل: الفيلم الكوميدي والرومانسي شورت وفانلة وكاب (2000)، وفيلم المغامرات أفريكانو (2001)، وأفلام الأكشن مافيا (2002)، وتيتو (2004)، وحرب أطاليا (2005)، والفيلم الدرامي والرومانسي عن العشق والهوى (2006)، وفيلم السيرة الذاتية الجزيرة (2007)، وأفلام الأكشن تيمور وشفيقة (2007)، وإبراهيم الأبيض (2009)، والديلر (2010)، وابن القنصل (2010).
توالت بعدها أعمال السقا، فقدم الفيلم الكوميدي بابا عام 2012، وفيلم الأكشن المصلحة في نفس العام، والجزء الثاني من فيلم الجزيرة عام 2014، وفيلم الإثارة من 30 سنة عام 2016، وفيلم الأكشن هروب اضطراري عام 2017، وفيلم الدراما 200 جنيه عام 2021.
لعب السقا بطولة العديد من المسلسلات بدءًا من مسلسل الدراما خطوط حمراء (2012)، مرورًا بمسلسلي الأكشن ذهاب وعودة (2015)، والحصان الأسود (2017)، ومسلسلي الدراما ولد الغلابة (2019)، ونسل الأغراب (2021).
للسقا تجارب مسرحية، فقد شارك بدور بسيط في مسرحية خدلك قالب (1990). ثم شارك في بطولة المسرحيات الكوميدية ألابندا (1998)، وعفروتو (1999)، وكده أوكيه (2003).

## النشأة
وُلد أحمد السقا في 29 فبراير 1968 بأحد أحياء مدينة القاهرة وسط عائلة فنية، فوالده هو الفنان والمخرج صلاح السقا مدير مسرح العرائس، وجده هو المغني عبده السروجي. وقد درس السقا في الأكاديمية العربية للفنون. أخرج والده مسرحيات منها: الليلة الكبيرة، حمار شهاب الدين، صحصح لما تنجح.
تخرج أحمد السقا من المعهد العالي للفنون المسرحية، قسم تمثيل وإخراج، في عام 1993. وتوالت خطوات تفوقه، فكان الأول على دفعته بتقدير امتياز.

## حياته الفنية
شارك السقا في بداية حياته ومشواره الفني في أدوار صغيرة منها: مسرحية خدلك قالب في دور كومبارس، حيث كانت تُعرض في مسرح الشباب بالقطاع العام، ومسرحية غلط في غلط، ومسرحية النهاردة آخر جنان مع نجم الكوميديا محمد رضا، ومسرحية فيما يبدو سرقوا عبدو. تم اكتشافه على يد الكاتب أسامة أنور عكاشة عندما شاهده في مسرحية خدلك قالب وأُعجب به، وسجل اسمه في نوتة جلدية وقدمه للمخرج محمد فاضل (مخرج)، والذي بدوره أشركه في مسلسل النوة مع النجمة فردوس عبد الحميد.
أيضًا له أدوار صغيرة في عدة أعمال وهي: دور في فيلم ليلة ساخنة مع النجم نور الشريف، ودور في فيلم أيام السادات مع النجم الراحل أحمد زكى، ودور في مسلسل ومن الذي لا يحب فاطمة مع النجم أحمد عبد العزيز والنجمة شيرين سيف النصر، وآخر في مسلسل نصف ربيع الآخر مع النجم يحيى الفخراني. أيضًا له دور في مسلسل ترويض الشرسة مع النجمة آثار الحكيم، وقدم بطولة سهرة جواز على ورق سوليفان، ودور الضابط حسين ابن الريس عبد الواحد في مسلسل رد قلبي، وهو نفس الدور الذي قدّمه قبل ذلك الفنان الكبير الراحل صلاح ذو الفقار في فيلم رد قلبي، ودور في المسلسل الشهير هوانم جاردن سيتي مع كوكبة من ألمع النجوم والمشاهير. دور السقا في مسلسل ألف ليلة وليلة كان دور جن اسمه محبوك، وله دور في فيلم هارمونيكا.
جاءت انطلاقة السقا الحقيقية من خلال مشاركته في بطولة فيلم صعيدي في الجامعة الأمريكية عام 1998 أمام الفنان الكوميدي محمد هنيدي ونجوم آخرون، ليعيد التجربة مرة أخرى ويشارك هنيدي بطولة مسرحية ألابندا في نفس العام. وفي عام 1999، تعاون مع هنيدي أيضًا في فيلم همام في أمستردام ومسرحية عفروتو.
في عام 2000، قدم السقا أول بطولة سينمائية له بجانب شريف منير، وأحمد عيد، وداليا مصطفى، والوجة الجديد وقتها نور في فيلم شورت وفانلة وكاب. حقق الفيلم نجاحًا كبيرًا في إيرادته وفاز السقا عن دوره بالفيلم بجائزة أحسن ممثل من مهرجان القاهرة السينمائي الدولي. وفي عام 2001، لعب السقا البطولة في فيلم أفريكانو مع منى زكي ونجوم آخرين، وحقق نجاحًا جماهيريًا كبيرًا ووصلت إيراداته إلي 8 ملايين جنيه، كما لعب دور ضيف شرف في فيلم رشة جريئة، ومثل بصوته في دور رئيسي في الدبلجة المصرية لفيلم الرسوم المتحركة أطلانتس: الإمبراطورية المفقودة مع منى زكي مرة أخرى. وفي عام 2002، تعاون السقا مع زكي في فيلمه مافيا الذي شارك فيه أيضًا مصطفى شعبان وأحمد رزق، والذي حقق إيرادات وصلت إلي 13 مليون جنيه. وفي عام 2003، شارك بمسرحية كده أوكيه مع هاني رمزي، وشريف منير، ومنى زكي، وياسمين عبد العزيز. وفي عام 2004، لعب السقا دور البطولة في فيلم تيتو مع حنان ترك وخالد صالح وحقق إيرادات وصلت إلي 11 مليون ونصف جنيه، وكان ضيف شرف في مسلسل لقاء على الهواء مع النجمة يسرا، وتكلم بصوته في بداية فيلم سنة أولى نصب.
في عام 2005، لعب السقا بطولة فيلم حرب أطاليا مع نيللي كريم وحقق إيرادات قاربت علي 13 مليون جنيه، كما كان ضيف شرف في فيلم حمادة يلعب. وفي 2006، كرر التعاون مع منى زكي في فيلم عن العشق والهوى بمشاركة منة شلبي وطارق لطفي، ولم يحقق نجاحًا كبيرًا، حيث وصلت إيراداته إلى 9 ملايين جنيه ونصف فقط. ظهر السقا في الجزء الأول والثاني من مسلسل لحظات حرجة. وفي عام 2007، قدم للسينما المصرية فيلمان؛ الأول هو تيمور وشفيقة مع منى زكي ووصلت إيراداته إلى 17 مليون جنيه، والثاني هو فيلمه الناجح ماليًا وجماهيريًا الجزيرة، والذي حقق إيرادات عالية وصلت إلي 22 مليون جنيه. لعب السقا بالفيلم الأخير دور منصور الحفني، خارج على القانون تحدى أحد رجال الشرطة الفاسدين، والفيلم مُستوحاة أحداثه من قصة إمبراطور النخيلة عزت حنفي. ترشح الفيلم لجائزة الأوسكار لأفضل فيلم بلغة أجنبية لكنه لم يفز. في عام 2009، لعب السقا دور البطولة مجسدًا شخصية إبراهيم الأبيض في فيلم يحمل نفس الاسم. كان الفيلم من بين «أفلام الثقافة الشعبية» المصرية التي تلقت انتقادًا، وإشادة، وآراء مختلفة حول طبيعة المجتمع بالفيلم، وقد تم إنتقاده بسبب مشاهد الدماء والبلطجة المنتشرة فيه. بالرغم من ذلك، تمكن الفيلم من تحقيق إيرادات وصلت إلي 12 مليون جنيه.

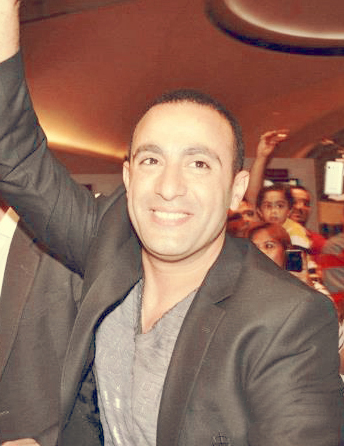
السقا في افتتاح فيلم المصلحة بدبي في مايو 2012.

في 2010، شارك السقا في بطولة فيلمين؛ الأول بعنوان الديلر بجانب خالد النبوي ومي سليم وحقق 5 ملايين فقط قبل سحبه من دور العرض بعد 5 أسابيع من عرضه، والثاني بعنوان ابن القنصل أمام الفنان الراحل خالد صالح وغادة عادل وتمكن من تحقيق إيرادات وصلت إلي 14 مليون جنيه. ظهر السقا أيضاً كضيف شرف في فيلم سمير وشهير وبهير وفي مسلسل عايزة أتجوز. قدم السقا بطولة مطلقة في مسلسل خطوط حمراء، والذي عُرض في رمضان 2012. في نفس العام، شارك أحمد عز في بطولة فيلم المصلحة، والذي حقق 21 مليون جنيه رغم حالة البلاد الغير مستقرة في ذلك الوقت. أحداث الفيلم مُقتبسة من قصة حقيقية حدثت عام 2010 في سيناء. تعاون السقا مع الممثلة التونسية درة في فيلمه الكوميدي بابا وحقق إيرادات وصلت إلى 12 مليون جنيه. وفي 2014، عاد السقا لشخصية منصور الحفني في الجزء الثاني من فيلمه الجزيرة، الجزيرة 2، والذي وصلت إيراداته إلي 36 مليون جنيه، ليصبح الأعلي تحقيقًا للإيرادات آنذاك في تاريخ السينما المصرية حتي عُرض فيلم لف ودوران (2016)، محققًا 43 مليون جنيه ليكسر هذا الرقم.
في 2015، خاض السقا البطولة التلفزيونية من خلال مسلسل ذهاب وعودة الذي عُرض برمضان 2015، وهو مسلسل مُقتبس من إحدى القصص الاستخباراتية الحقيقية التي حدثت عام 2012. شارك السقا في البطولة إنجي المقدم، وياسر جلال، ومجدي كامل، بالإضافة إلي النجم الأردني الراحل جميل عواد وزوجته جولييت عواد. وفي عام 2016، شارك شريف منير، ومنى زكي، ونور، وميرفت أمين بطولة فيلم من 30 سنة وحقق إيرادات تخطت 23 مليون جنيه. وفي 2017، لعب السقا البطولة المشتركة مع غادة عادل، وأمير كرارة، ومصطفى خاطر في فيلم هروب اضطراري الذي حقق 55 مليون جنيه. بنفس العام، تحديدًا في شهر رمضان، لعب السقا بطولة مسلسل الحصان الأسود مع شيري عادل وياسمين صبري. وكان ضيف شرف في فيلم حرب كرموز سنه 2018 ومسلسل رحيم في نفس العام. وفي 2019، لعب بطولة مسلسل ولد الغلابة مع مي عمر وإنجي المقدم.
في 2020، شارك السقا في تقديم برنامج مسابقات ترفيهي مع رزان مغربي، وحمل اسم إغلب السقا، وعُرض في رمضان 2020. وفي رمضان 2021، شارك السقا أمير كرارة في بطولة مسلسل نسل الغراب الذي تعرض لانتقادات وسخرية كبيرة، ما جعل الشركة المتحدة للخدمات الإعلامية تعلن وقف التعامل مع مخرج المسلسل وكاتبه محمد سامي. وفي نفس العام، شارك مع كوكبة من النجوم في فيلم 200 جنيه، ليعود السقا مرة أخرى إلي السينما بعد غياب 4 سنوات منذ عرض فيلمه الأخير هروب اضطراري (2017)، وحقق الفيلم فقط 8 ملايين جنيه. حصل السقا علي جائزة «الإنجاز الإبداعي» لمجمل أعماله من مهرجان الجونة السينمائي في دورته الخامسة سنة 2021.

## حياته الشخصية
تزوج السقا من مصممة الأزياء مها الصغير، إبنة خبير التجميل ومصفف الشعر الشهير محمد الصغير، وهي إحدى صديقات أخته فاطمة. وتم الزفاف في 17 نوفمبر 1999، وانفصل عنها في منتصف عام 2025، بعد أن أنجب منها: ياسين وحمزة، وبنت اسمها نادية.
لأحمد السقا عدة هوايات منها ركوب الخيول، حيث يشتهر بحبه للخيول وتربيتها، ولديه العديد من الخيول في مزرعته، ولديه مهارات عالية في ركوبها وتدريبها. ويمتلك السقا مزرعة وإسطبل خيول عربية أصيلة بنزلة السمان. ومن ضمن هواياته أيضًا: كرة القدم، والرماية، والسفر، والغناء، وكتابة الأغاني.

### تعرضه للإصابات
نظرا لحبه للأكشن، يفضل السقا أن يؤدي المشاهد الخطيرة بنفسه بدون دوبلير. وقد تعرض للعديد من الإصابات في أفلامه نتيجة مجازفته بحياته، فقد روي أثناء لقاءه في كلمة أخيرة مع لميس الحديدي موقفًا خطيرًا تعرض له خلال تصويره أحد المشاهد في فيلم شورت وفانلة وكاب مع نور في عرض البحر، قائلًا: «سامح سليم مدير التصوير قال لي الحتة دي حلوة فيها درافيل سقا نط، بعد ما نطيت ولسة نور هتنزل ورايا، راح سليم ماسكها وقالي سقا أنقذ نفسك هذا قرش، جسمي كله نمل وفضلت واقف مكاني»، وذكر أن المرشد أخبره بأن يظل ثابتًا في مكانه داخل المياه وعدم السباحة على وجه المياه؛ لأن القرش يظن أن الإنسان الذي يعوم مشابه للدرفيل وهو ما يؤدي إلى هجومه عليه، مستطردًا أنه ظل واقفًا في المياه حتى صوروا المشهد. وفي فيلم مافيا (2002)، أصيب السقا بقطع في الرباط الصليبي أثناء تصويره أحد المشاهد مع أحمد رزق، كما ذكر في لقاءه مع صاحبة السعادة مع إسعاد يونس أن كثرة الكثبان الرملية بأحد الجبال التي تطلب تصويرها في الفيلم أصابته بجروح عديدة، بالإضافة إلي أنه كاد أن يغرق في أحد المشاهد. وفي نفس اللقاء، أوضح السقا أن دوره في فيلم أفريكانو (2001) كان صعبا، فقد كان أصعب مشهد في الفيلم هو المشهد الخاص بنصب كمين للأسد؛ عن طريق ربط دجاجة مذبوحة بحبل تتصل بحفرة كان من المفترض أن يقع بها الأسد ثم ينزل له السقا، فكاد الحبل الذي يربطه أثناء النزول أن ينقطع، وهو ما كان سيعرضه للموت، مشددا: «شوفت الموت في أفريكانو». أما في فيلم الجزيرة (2007)، فقد أصيب السقا بفقدان مؤقت للبصر بسبب تناثر فارغ الرصاص من مسدس فشنك ودخوله عينه اليسري، مما نتج عنه انفجار في مقلة عينه ونزيفها، وهو ما تطلب نقله إلى المستشفيات لإجراء جراحة عاجلة وبعد أيام قليلة، بدأ في استعادة نظره تدريجيًّا. وفي الجزء الثاني من الفيلم الذي صدر عام 2014، أصيب السقا بجروح بالغة. وأثناء تصوير أحد الإنفجارات في أوكرانيا ضمن أحداث فيلمه تيمور وشفيقة (2007)، أمسكت النيران في ملابس السقا واشتعلت بها، وقد قال في أحد حواراته: «نجحت في التخلص منها بسرعة قبل أن تصل إلى جسدي، والحمد لله لا توجد إصابات». وفي أحد مشاهد فيلم إبراهيم الأبيض (2009) بمقر الحزب الوطني بمنطقة القلعة، تعرض السقا لإصابة بقدمه أثناء نزوله من السلم، حيث التوت قدمه، مما تسبب في تأجيل تصوير الفيلم حتي امتثل للشفاء، كما أن مشهد اشتعال النيران في جسده الذي ظهر في الفيلم كان حقيقيا؛ من خلال بدلة تعزل النيران 11 ثانية ثم يحدث أدرينالين رش يفقد الوعي، وبعد 11 ثانية، ظل مصمم المشهد يقول له «انزل على الأرض» لكي يطفئ النيران، ولكن لم يسمعه السقا، فضربه علي رأسه بشيء حتي يسقط على الأرض ويطفئ النيران، وقد أراد مروان حامد، مخرج الفيلم، إعادة المشهد لكن بطريقة أبسط. وبعد الانتهاء من تصوير فيلم الديلر (2010)، تبين إصابة السقا في الرباط الصليبي بركبته واستدعت الحالة إجراء جراحة عاجلة، ولكنه تماثل للشفاء بعدها بفترة.

## أعماله الفنية

### الأفلام
| الفيلم                                          | الشخصية                     | اشترك معه | العام |
| ----------------------------------------------- | --------------------------- | --- | ----- |
| السرب                                           | علي المصري                  | نيللي كريم - شريف منير - محمد ممدوح - عمرو عبد الجليل - مصطفى فهمي - دياب - آسر ياسين - كريم فهمي - أحمد حاتم - صبا مبارك - محمود عبد المغني                                                                         | 2024  |
| العنكبوت                                        | حسن                         | منى زكي - ظافر العابدين - محمد ممدوح - يسرا اللوزي - محمد لطفي | 2022  |
| 200 جنيه                                        | حسن (سائق تاكسي)            | هاني رمزي - إسعاد يونس - ليلى علوي - خالد الصاوي - غادة عادل - أحمد آدم - أحمد رزق - دينا فؤاد - أحمد السعدني - مي سليم - ملك قورة - محمود حافظ                                                                      | 2021  |
| الفلوس                                          | مدرب كمال الأجسام - ضيف شرف | تامر حسني - زينة - خالد الصاوي - محمد سلام - عائشة بن أحمد | 2019  |
| سبع البرمبة                                     | ضيف شرف                     | رامز جلال - جميلة عوض - بيومي فؤاد - محمد عبد الرحمن - محمد ثروت - مها أبو عوف - أمير كرارة - ياسر جلال | 2019  |
| حرب كرموز                                       | القاضي - ضيف شرف            | أمير كرارة - محمود حميدة - غادة عبد الرازق - مصطفى خاطر - سكوت آدكنز | 2018  |
| هروب اضطراري                                    | أدهم                        | غادة عادل - أمير كرارة - دينا الشربيني - مصطفى خاطر - فتحي عبد الوهاب - ميدو عادل - عزت أبو عوف - محمود الجندي - أحمد العوضي - محمد علي رزق - محمد فراج - إيمان العاصي - أحمد زاهر - محمد شاهين - باسم سمرة - روجينا | 2017  |
| من 30 سنة                                       | عماد                        | منى زكي - شريف منير - ميرفت أمين - صلاح عبد الله - نور | 2016  |
| الجزيرة 2                                       | منصور الحفني                | هند صبري - خالد صالح - خالد الصاوي - نضال الشافعي - أحمد مالك - خليل مرسي - ميدو عادل - أروى جودة | 2014  |
| على جثتي                                        | ضيف شرف                     | أحمد حلمي - غادة عادل - حسن حسني - أيتن عامر - علا رشدي - إدوارد - خالد أبو النجا - سامي مغاوري | 2013  |
| بابا                                            | د/حازم                      | درة - صلاح عبد الله - خالد سرحان - إدوارد - نيكول سابا - هناء الشوربجي - مها أبو عوف - محمد وفيق - لطفي لبيب | 2012  |
| المصلحة                                         | حمزة أبو العزم              | أحمد عز - صلاح عبد الله - أحمد السعدني - محمد فراج - كندة علوش - حنان ترك - زينة - عمار شلق - تميم عبده | 2012  |
| سمير وشهير وبهير                                | ضيف شرف                     | أحمد فهمي - شيكو - هشام ماجد - شريف رمزي | 2010  |
| ابن القنصل                                      | عصام / ناصر فتحي السماك     | خالد صالح - غادة عادل - محمد متولي - سوسن بدر - هناء عبد الفتاح - خالد سرحان - مصطفى هريدي - مجدي كامل | 2010  |
| الديلر                                          | يوسف الشيخ                  | خالد النبوي - مي سليم - سامي العدل - صبري عبد المنعم - طلعت زين - جليلة محمود - نضال الشافعي | 2010  |
| إبراهيم الأبيض                                  | إبراهيم الأبيض              | محمود عبد العزيز - عمرو واكد - هند صبري - سوسن بدر | 2009  |
| على جنب يا أسطى                                 | ضيف شرف                     | أشرف عبد الباقي - خيرية أحمد - روجينا - أروى جودة - آسر ياسين - داود حسين - زيزي البدراوي - أحمد رزق - سمير غانم - غريب محمود                                                                                        | 2008  |
| الجزيرة                                         | منصور الحفني                | محمود ياسين - باسم سمرة - هند صبري - زينة - آسر ياسين - خالد الصاوي - محمود عبد المغني - عبد الرحمن أبو زهرة - محيي الدين عبد المحسن - عزت أبو عوف - نضال الشافعي                                                    | 2007  |
| تيمور وشفيقة                                    | تيمور صلاح                  | منى زكي - هالة فاخر - رجاء الجداوي - جميل راتب | 2007  |
| عن العشق والهوى                                 | عمر السيوفي                 | منى زكي - منة شلبي - بشرى - طارق لطفي - غادة عبد الرازق - مجدي كامل - خالد صالح - شريف منير | 2006  |
| حمادة يلعب                                      | ضيف شرف                     | أحمد رزق - غادة عادل - حسن حسني - محمد رجب - شمس - شريف منير - كريم كوجاك - سليمان عيد - صلاح عبد الله - سهام جلال                                                                                                   | 2005  |
| حرب أطاليا                                      | ياسين تاج ياسين             | نيللي كريم - خالد صالح - خالد أبو النجا - رزان مغربي - مجدي كامل - جمال إسماعيل - عادل هاشم - سناء يونس - سهام جلال                                                                                                  | 2005  |
| تيتو                                            | تيتو - طاهر عبد الحي سليم   | خالد صالح - حنان ترك - عمرو واكد - ضياء عبد الخالق | 2004  |
| سنة أولى نصب                                    | أداء صوتي                   | أحمد عز - خالد سليم - نور - داليا البحيري | 2004  |
| مافيا                                           | حسين - طارق                 | منى زكي - أحمد رزق - مصطفى شعبان - جمال إسماعيل - خليل مرسي - توفيق عبد الحميد - حسين فهمي | 2002  |
| أطلانتس: الإمبراطورية المفقودة (النّسخة العربيّة) | ميلو (أداء صوتي)            | منى زكي | 2001  |
| رشة جريئة                                       | ضيف شرف                     | أشرف عبد الباقي - ياسمين عبد العزيز - لطفي لبيب - محمد هنيدي - هاني رمزي - شعبان عبد الرحيم | 2001  |
| أفريكانو                                        | بدر                         | منى زكي - أحمد عيد - حسن حسني - طلعت زين - سمير شمص - نشوى مصطفى | 2001  |
| أيام السادات                                    | عاطف السادات - ضيف شرف      | أحمد زكي - ميرفت أمين - منى زكي | 2001  |
| شورت وفانلة وكاب                                | خالد كابو                   | أحمد عيد - شريف منير - نور - سليم كلاس - داليا مصطفى - أيمن الشيوي - سامي العدل | 2000  |
| همام في أمستردام                                | أدريانو                     | محمد هنيدي - موناليزا - محمود البزاوي - إنعام سالوسة - عثمان عبد المنعم - طارق عبد العزيز - أحمد عيد - أيمن الشيوي - محمد يوسف                                                                                       | 1999  |
| صعيدي في الجامعة الأمريكية                      | علي                         | محمد هنيدي - غادة عادل - منى زكي - هاني رمزي - طارق لطفي - هشام المليجي - سهام جلال - أميرة فتحي - محمد يوسف - فتحي عبد الوهاب                                                                                       | 1998  |
| هارمونيكا                                       | سيف                         | محمود عبد العزيز - إلهام شاهين - زيزي البدراوي - مجدي كامل | 1997  |
| نوبة حراسة                                      | محسن                        | مصطفى فهمي - خلود - سعيد عبد الغني | 1997  |
| المراكبي                                        | صلاح                        | صلاح السعدني - معالي زايد | 1995  |
| ليلة ساخنة                                      | سايس سيارات                 | نور الشريف - لبلبة - سيد زيان - حسن الأسمر - عزت أبو عوف | 1995  |
| هدى ومعالي الوزير                               |                             | نبيلة عبيد - يوسف شعبان - أحمد بدير | 1994  |

|  | لم يُعرض بعد أو تحت الإعداد |

### المسلسلات
| المسلسل                                  | الدور                          | اشترك معه | السنة     |
| ---------------------------------------- | ------------------------------ | --- | --------- |
| العتاولة 2                               | نصار                           | طارق لطفي - زينة - فيفي عبده - باسم سمرة | 2025      |
| العتاولة                                 | نصار                           | طارق لطفي - زينة - مي كساب - باسم سمرة | 2024      |
| جولة أخيرة                               | يحيى "شجيع"                    | أشرف عبد الباقي - أسماء أبو اليزيد - حنان مطاوع | 2024      |
| الكبير أوي 7                             | الفارس - ضيف شرف               | أحمد مكي - محمد سلام - رحمة أحمد فرج - هشام إسماعيل - بيومي فؤاد | 2023      |
| حرب                                      | عثمان / الظافر                 | محمد فراج - أحمد سعيد عبد الغني - سارة الشامي | 2023      |
| الاختيار 3                               | مصطفى                          | أحمد عز - كريم عبد العزيز - ياسر جلال | 2022      |
| نسل الأغراب                              | عساف الغريب                    | أمير كرارة - مي عمر - فردوس عبد الحميد - دياب - أحمد مالك - ملك أحمد زاهر - أحلام الجريتلي - أحمد داش - ريم سامي - إدوارد - محمد مهران - سلوى عثمان - محمد جمعة - منة فضالي - حمدي هيكل - نجلاء بدر | 2021      |
| الاختيار                                 | ضيف شرف                        | أمير كرارة - دينا فؤاد - أحمد العوضي - أحمد فؤاد سليم - محمود حافظ | 2020      |
| سكر زيادة                                | ضيف شرف                        | نادية الجندي - نبيلة عبيد - هالة فاخر - سميحة أيوب | 2020      |
| ولد الغلابة                              | عيسى                           | مي عمر - إنجي المقدم - محمد ممدوح - إدوارد - هادي الجيار - مجدي بدر - كريم عفيفي - أحمد زاهر - أشرف مصيلحي - هبة مجدي | 2019      |
| رحيم                                     | زين (أخو أشرف العفي) - ضيف شرف | ياسر جلال - نور - محمد رياض - حسن حسني - دنيا عبد العزيز - إيهاب فهمي - طارق عبد العزيز - دينا | 2018      |
| الحصان الأسود                            | فارس                           | ياسمين صبري - شيري عادل - محمد علي رزق - محمد عادل - صبري فواز - أحمد بدير - محمد عز - محمد فراج | 2017      |
| ذهاب وعودة                               | خالد                           | مجدي كامل - ياسر جلال - إنجي المقدم - أحمد راتب - فريال يوسف | 2015      |
| أمير ورحلة الأساطير                      | صلاح الدين الأيوبي             | نبيلة حسن - هاني سلامة - هاني رمزي - أحمد عز - عبد الرحمن أبو زهرة - محمد هنيدي -دنيا سمير غانم - هنا شيحة | 2013      |
| خطوط حمراء                               | حسام الهلالي                   | أحمد رزق - محمد إمام - فادية عبد الغني - عبد العزيز مخيون - دينا فؤاد - منذر رياحنة - أحمد فهمي - أحمد دياب - رانيا يوسف - أروى جودة - يسرا اللوزي - سيد صادق - أحلام الجريتلي - كريم أبو زيد | 2012      |
| عايزة أتجوز                              | النقيب رائد خطيب علا (ضيف شرف) | هند صبري - سوسن بدر - أحمد فؤاد سليم - طارق الإبياري - كارولين خليل - رجاء حسين | 2010      |
| لحظات حرجة (الجزء الثاني)                | جاسر                           | إنجي المقدم - أحمد راتب - صفاء الطوخي - يوسف فوزي - سوسن بدر - صفاء جلال - عمرو واكد - بشرى - أمير كرارة - محمود عبد المغني - ياسر جلال | 2010      |
| العيادة (الجزء الثاني)                   | ضيف شرف                        | بسمة - خالد سرحان - إدوارد | 2009      |
| سوبر هنيدي (الجزء الثاني)                | ضيف شرف                        | محمد هنيدي - طلعت زكريا | 2009      |
| تامر وشوقية (الجزء الثالث)               | ضيف شرف                        | أحمد الفيشاوي - مي كساب | 2008      |
| لحظات حرجة                               | جاسر                           | عمرو واكد - بشرى - أمير كرارة - أحمد راتب - محمود عبد المغني - ياسر جلال - يوسف فوزي | 2007      |
| السندريلا                                | ضيف شرف                        | منى زكي - مدحت صالح | 2006      |
| لقاء على الهواء                          | ضيف شرف                        | يسرا - هشام سليم - سامي العدل - حسن حسني - سمية الخشاب - خيرية أحمد | 2004      |
| حديقة الشر                               | تامر                           | محمود ياسين | 2000      |
| العيش والملح                             | وليد                           | حسن حسني - محمد وفيق - محمود الجندي - تيسير فهمي - ناهد جبر | 1998      |
| دهب قشرة                                 |                                | محمد شاهين - عيد أبو الحمد - حمادة عساكر - سامي العدل - إبراهيم يسري - عماد رشاد | 1998      |
| رد قلبي                                  | حسين                           | محمد رياض - رامز جلال - نرمين الفقي - حسن حسني - هدى سلطان - أحمد خليل - وائل نور | 1998      |
| زيزينيا (الجزء الأول)                    | فتحي                           | يحيى الفخراني - آثار الحكيم - فردوس عبد الحميد - أحمد بدير - نبيل الحلفاوي - أبو بكر عزت - جميل راتب - لطفي لبيب - حمدي غيث - شوقي شامخ - رياض الخولي - ماجدة الخطيب - سيمون - لوسي - علاء مرسي - أحمد سعيد عبد الغني - محمد متولي - محمود الجندي - هدى سلطان - وفاء صادق - محمود عبد المغني - أشرف عبد الغفور - علا غانم - ماجد الكدواني - منى زكي - عهدي صادق | 1997      |
| حلم الجنوبي                              | الضابط حمدي                    | صلاح السعدني - معالي زايد - حسن حسني - محمود الجندي - سيمون - أبو بكر عزت - ألان زغبي | 1997      |
| نصف ربيع الآخر                           | عصام                           | يحيى الفخراني - إلهام شاهين - تهاني راشد - حنان ترك - منى زكي - محمد رياض - نادية عزت - فادية عبد الغني - رشدي المهدي - لطفي لبيب - ليلى جمال - فاروق الرشيدي - محمد أبو داوود - حسن مصطفى - سعيد عبد الغني - عزت أبو عوف - نادية فهمي | 1996      |
| ترويض الشرسة                             | محمود                          | آثار الحكيم - مها أحمد - وائل نور - حسن مصطفى - إحسان القلعاوي | 1996      |
| البيوت أسرار                             |                                | باسمة حمادة - محمد الجناحي - سميرة أحمد - عماد رشاد - هند عاكف | 1996      |
| أيام الغربة                              |                                | يسري مصطفى - عمر الحريري - مخلص البحيري - إبراهيم يسري - عبد المنعم مدبولي - شوقي شامخ | 1996      |
| بريق في السحاب                           | شهاب                           | ميار الببلاوي - مصطفى فهمي - عبد الرحمن أبو زهرة - أحمد خليل - كريمة مختار | 1996      |
| سر اللعبة                                |                                | كرم مطاوع - عبد المنعم مدبولي - شيرين - وحيد سيف - شويكار - هند عاكف | 1996      |
| ومن الذي لا يحب فاطمة                    | عماد                           | أحمد عبد العزيز - شيرين سيف النصر - جيهان نصر - ليلى فوزي - كريمة مختار - أحمد خميس - أحمد خليل - حسن مصطفى - ماجدة زكي - بسام رجب - علاء مرسي - محمد سعد - أحمد عبد الوارث - إحسان القلعاوي | 1996      |
| ألف ليلة وليلة: على بابا والأربعين حرامي | الأمير محبوك                   | يحيى الفخراني - دلال عبد العزيز - أحمد مظهر - السيد راضي - دنيا عبد العزيز - خالد محمود | 1995      |
| عظمة يا ست                               |                                | معالي زايد - عبد العزيز مخيون - محمود قابيل - عماد رشاد - إبراهيم يسري - عمرو عبد الجليل | 1995      |
| عفوًا وظيفة هانم                          |                                | شويكار - دينا عبد الله - أبو بكر عزت | 1995      |
| مشوار                                    |                                | خالد محمود - سميحة أيوب - أحمد عبد العزيز - حسن مصطفى - حجاج عبد العظيم - إبراهيم يسري | 1995      |
| السقوط في الهاوية                        | وليد                           | شريف منير - ميمي جمال - مصطفى متولي - عبير الشرقاوي - خالد الصاوي | 1994      |
| عفوًا أيتها الأم                          |                                | كريمة مختار - ناصر سيف - زيزي البدراوي - مي عبد النبي - ليلى فهمي | 1994      |
| البحث عن عبده                            |                                | فاروق الفيشاوي - علاء ولي الدين - علا رامي - المنتصر بالله - سليمان عيد - عبد الله فرغلي | 1992      |
| النوّة                                    | سيد                            | فردوس عبد الحميد - زوزو نبيل - صلاح السعدني - أحمد آدم - محمد هنيدي - طلعت زكريا - محمد وفيق - محمود الجندي - شوقي شامخ - رشوان توفيق - كمال أبو رية - يوسف داود | 1991      |
| مع مرتبة الشرف                           | مصطفى                          | حنان شوقي - كمال أبو رية - محمد توفيق | 1987      |
| ع الأصل دور                              | مصطفى                          | محمد هنيدي - أحمد آدم | 1987      |
| طريق الأحلام                             |                                | محمد وفيق - هادي الجيار - حنان ترك - علاء مرسي - فردوس عبد الحميد - أيمن الخشاب | غير معروف |
| ولدي                                     |                                | معالي زايد - سعيد صالح - عبد الله محمود - سناء يونس - سميرة محسن - أحمد ماهر | غير معروف |

### سهرات تلفزيونية
- كيف تعيش بمرتبك
- الناس والخوف
- الدنيا لما تلف
- الآنسة بوابة
- 1997: الحب في امتحان
- 1998: جواز علي ورق سوليفان
- 1998: الحب وأحكامه

### المسلسلات الإذاعية
- 2010: علشان خاطر مصر
- 2009: من قتل تامر وزه
- 2008: الهارب
- 2006: حب من طرف ثالث
- 2005: حب بالصلصة
- 2003: ولاد النوني
- 1998: عيلة البرنس

### فوازير
- 1993: المتزوجون في التاريخ
- 1997: أعلام هند وبانيليا

### المسرحيات
- كده أوكيه: 2003
- عفروتو: 1999
- ألاباندا: 1998
- خدلك قالب: 1990

### البرامج
- إغلب السقا: 2020 (تقديم)
- على كرسي المذيع: 2008

## الجوائز والترشيحات

### الجوائز
- جائزة أفضل ممثل من مهرجان الأفلام الروائية عن دوره في فيلم أفريكانو في عام 2002.[بحاجة لمصدر]
- جائزة أفضل ممثل من المهرجان القومي للسينما المصرية عن دوره في فيلم الجزيرة.[بحاجة لمصدر]
- جائزة التميز الفني لعام 2010.[بحاجة لمصدر]
- جائزة أفضل ممثل لعام 2014 من حفل توزيع جوائز الديرجست عن دوره في فيلم الجزيرة 2 في عام 2014.[30]
- جائزة أفضل ممثل لعام 2016 من حفل توزيع جوائز الديرجست عن دوره في فيلم من 30 سنة في عام 2016.[31]
- جائزة أفضل ممثل سينمائي في حفل توزيع جوائز وشوشة السنوي لتكريم الأفضل عن عام 2017.[32]
- جائزة أفضل ممثل تلفزيوني من حفل توزيع جوائز الديرجست عن دوره في مسلسل ولد الغلابة في عام 2019.[33]
- جائزة أفضل ممثل دراما لعام 2019 حسب استفتاء الجمهور عن دوره في مسلسل ولد الغلابة في عام 2019.[34]
- جائزة أفضل ممثل في الوطن العربي من مهرجان نجم العرب عن دوره في مسلسل ولد الغلابة في عام 2019.[35]
- درع تكريم من اليوم السابع عن مجمل أعماله الفنية في عام 2020.[36]
- تكريم من المؤتمر الدولي للتميز والجودة في عام 2020 عن تميزه في أعماله الفنية.[37]
- جائزة الإنجاز الإبداعي في الدورة الخامسة لمهرجان الجونة السينمائي في عام 2021.[بحاجة لمصدر]

### الترشيحات
- ترشح فيلمه الجزيرة لجائزة الأوسكار لأفضل فيلم بلغة أجنبية.[38]
- تم عرض فيلمه إبراهيم الأبيض في مهرجان كان السينمائي.[39]
- جائزة أفضل ممثل من المهرجان القومى للسينما المصرية عن دوره في فيلم من 30 سنة في عام 2017.[40]

## وصلات خارجية
- أحمد السقا على موقع IMDb (الإنجليزية)
- أحمد السقا على موقع الدهليز
- أحمد السقا على موقع قاعدة بيانات الأفلام العربية
- أحمد السقا على موقع أول موفي (الإنجليزية)
- أحمد السقا على موقع قاعدة بيانات الفيلم (الإنجليزية)
- أحمد السقا على موقع كينوبويسك (الروسية)